# Zbigniew Pietrzykowski
Zbigniew Jan Pietrzykowski, född 4 oktober 1934 i Bestwinka i Schlesiens vojvodskap, död 19 maj 2014 i Bielsko-Biała, var en polsk boxare som tog OS-silver i lätt tungvikt i boxning 1960 i Rom. I finalen besegrades han av Cassius Clay från USA. I Melbourne tog han brons i lätt mellanvikt efter semifinalförlust mot László Papp och i Tokyo brons i lätt tungvikt efter semifinalförlust mot Aleksej Kiseljov.